# SNCAN
SNCAN (акроним от Société nationale des constructions aéronautiques du ’Nord) — ныне не существующая французская авиастроительная компания.

## История
Образована в 1936 году слиянием национализированных заводов компаний Potez (Меольт, Пикардия), CAMS (Сартрувиль), ANF (Ле-Мюро (фр.)), Amiot/SECM (Кодбек-ан-Ко) и Breguet (Гавр).
В предвоенный период SNCAN продолжала выпускать ранее производившуюся на этих заводах авиатехнику под её оригинальными наименованиями. Из новых разработок лишь Potez 630 успел дойти до стадии серийного производства.
После падения Франции мощности компании оказались в оккупированной зоне, работы были прекращены, и лишь в 1944 году удалось начать лицензионное производство Me 108; после войны выпуск его модификаций продолжался под маркой Nord Pingouin.
В этот период SNCAN разработала несколько проектов самолётов, выпускавшихся уже под маркой «Nord»; наиболее успешным из них стал транспортный Nord Noratlas, основной транспортник ВВС Франции того периода. Однако, многие интересные конструкции так и остались прототипами, например бомбардировщик Noreclair, или вертолёт Norelic.
После роспуска в 1949 году группы SNCAC, часть её активов достались SNCAN; однако пятью годами позже аналогичная судьба ждала её саму: 1 октября 1954 года её объединили с компанией SFECMAS (ранее Air Arsenal), в январе 1958 года объединение назвали Nord Aviation.
Оно просуществовало до 1970 года, когда после очередного слияния, на этот раз с Sud Aviation, была образована фирма Aérospatiale (ныне EADS), основной французский производитель авиатехники.

## Продукция фирмы

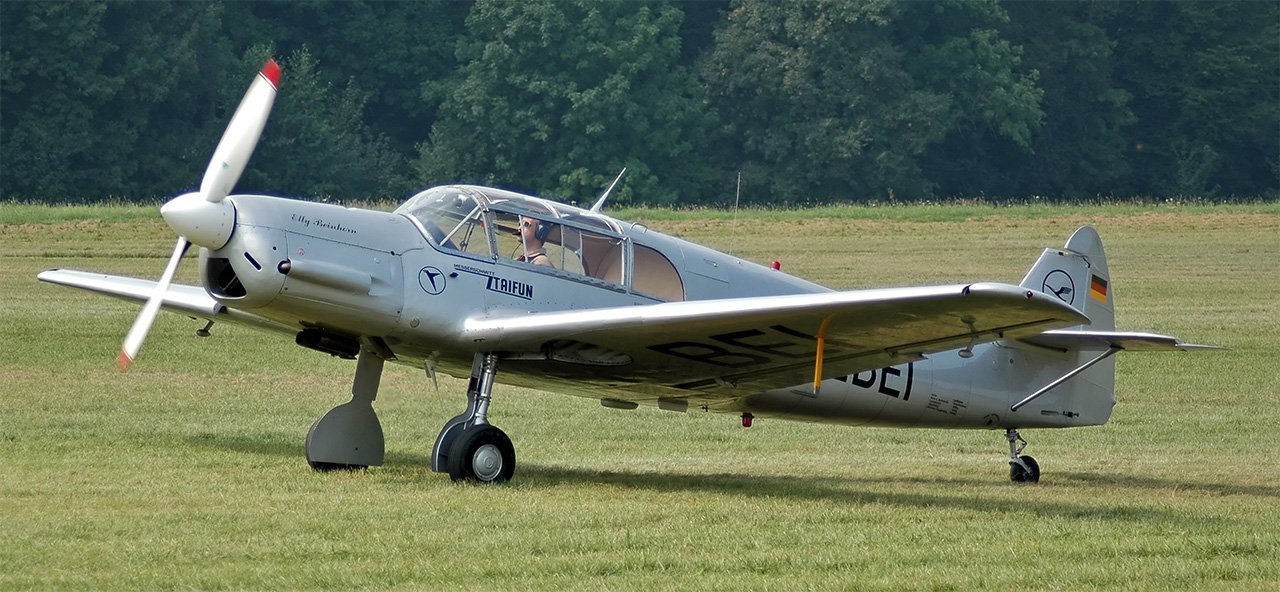
BF 108 Taifun

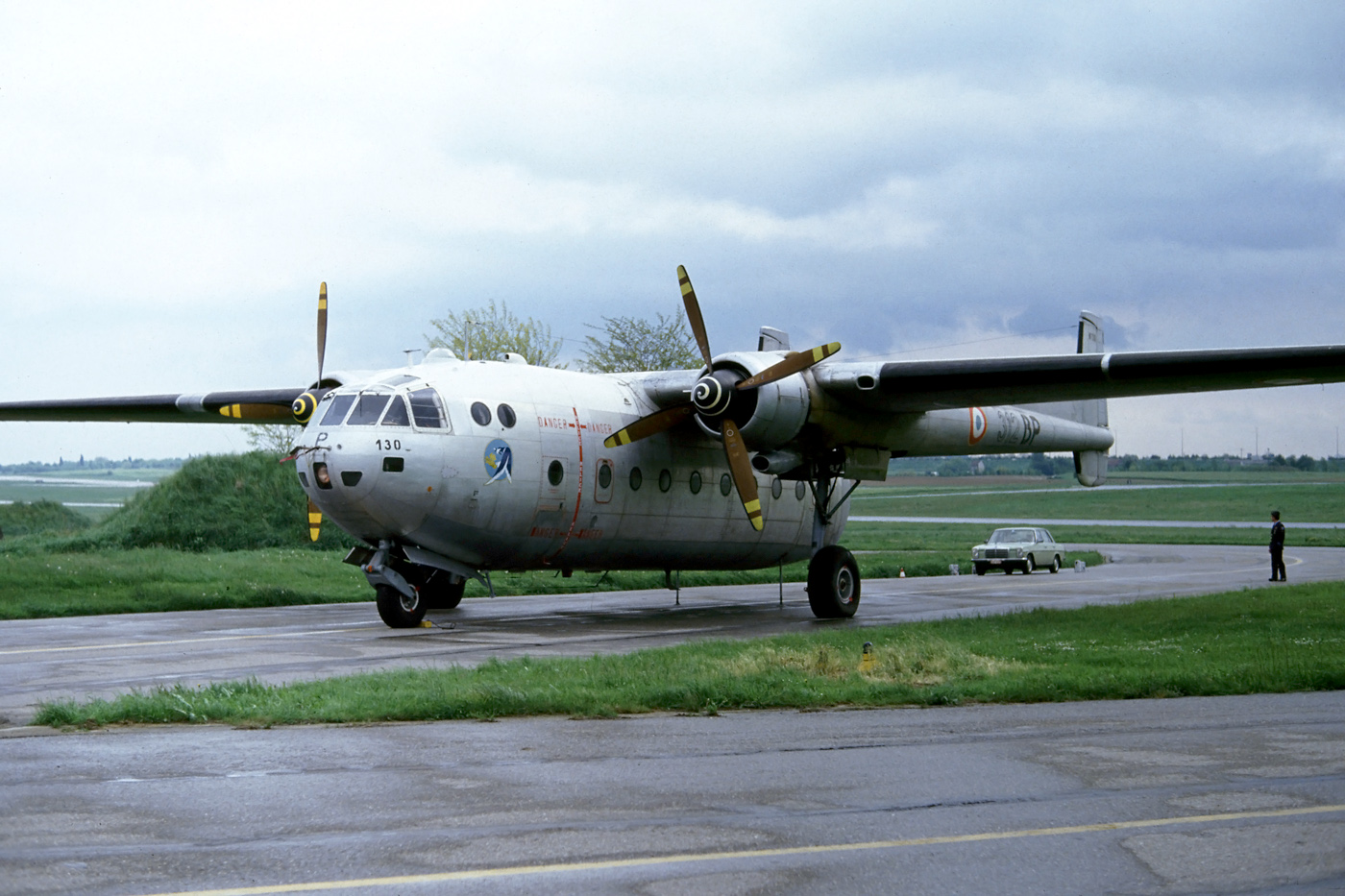
Nord Noratlas (1983)

- Nord 1000 Pingouin (1945), одномоторный четырёхместный многоцелевой самолёт, копия Messerschmitt Bf(Me) 108 с двигателями Argus, Renault 6Q11 (Nord 1001) и 6Q10 (Nord 1002), выпускавшиеся в Ле-Мюро;
- Nord 1101 Noralpha /Ramier (1946), развитие Me.208 с двигателем Renault 6Q11, 200 экземпляров;
- Nord 1203 Norecrin (1945), выпускавшийся в 1949-55 гг. одномоторный трёхместный самолёт с двигателями Renault 4P и Régnier 4L
- Stampe SV-4b (1946), учебный биплан, во Франции и Алжире построен 961 экземпляр;
- Nord 1220 Norélan (1948) 3-местный многоцелевой
- Nord 1300 (1945) планер, копия немецкого Grunau Baby;
- Nord 1400 Noroit (1946), двухмоторная летающая лодка, позже переделанная в амфибию;
- Nord 1700 Norélic прототип вертолёта;
- Nord 2100 Norazur (1947);
- Nord 2501 Noratlas (1949), двухмоторный транспортный самолёт, 425 экземпляров.